# Зелена миризливка
Зелената миризливка (Palomena prasina), известна още като зелена дървеница, смърдешка, смърдулка, смрадливка, вонещица или само миризливка, е повсеместно разпространено насекомо от семейство Миризливки (Pentatomidae) разред Полутвърдокрили.

## Общи сведения
Възрастните са ярко зелени през пролетта и лятото. Те придобиват по-тъмен бронзовокафяв цвят през есента. Дължината на тялото е 11 – 16 mm. Антенките са изградени от 5 членчета, червеникави. Когато са раздразнени или застрашени отделят течност, със специфична неприятна миризма, която се излъчва от т. нар. миризливи жлези.

## Размножаване
Размножават се веднъж годишно. Нимфите се хранят с много видове широколистни дървета и храсти. Срещат се от април до октомври. Нимфите, развиващи се на по-късен етап, често са по-тъмни от тези, развиващи се през ранните месеци на сезона.

## Галерия
- Снасяне.
- Нимфи – I фаза.
- Нимфа – III фаза.
- Нимфа – V фаза.